# Durchschnittlicher Behandlungseffekt
Der Durchschnittlicher Behandlungseffekt, auch Mittlerer Behandlungseffekt genannt (englisch average treatment effect, kurz ATE), ist ein Maß, das benutzt wird, um Behandlungen oder Interventionen in randomisierten Experimenten und medizinischen Versuchen zu vergleichen. Der durchschnittliche Behandlungseffekt misst die durchschnittliche Differenz der Behandlungsergebnisse zwischen Individuen, die der Experimentalgruppe zugewiesen wurden und Individuen, die der Kontrollgruppe zugewiesen wurden. In einem randomisierten Zufallsexperiment (z. B. eine experimentelle Studie), kann der „Durchschnittliche Behandlungseffekt“ dadurch geschätzt werden, dass man das arithmetische Mittel der Ergebnisse der Experimentalgruppe mit dem arithmetischen Mittel der Ergebnisse der Kontrollgruppe vergleicht. Der durchschnittliche Behandlungseffekt wird allgemein als kausaler Parameter verstanden, (d. h. eine Schätzung oder eine Eigenschaft einer Population), dessen Bestimmung im Interesse des Forschers liegt und der unabhängig vom Forschungsdesign oder von der Schätzprozedur konstruiert wird. In der Beobachtungsforschung und in der experimentellen Forschung gibt es zahlreiche unterschiedliche Ansätze, den durchschnittlichen Behandlungseffekt zu schätzen.
Der durchschnittliche Behandlungseffekt steht unter bestimmten Bedingungen in direkter Verbindung zum partial dependence plot.

## Allgemeine Definition
Der Begriff „Behandlung“ hat seinen Ursprung in den Anfängen der statistischen Analyse, der Medizin und der Landwirtschaft. Der Begriff wurde im Laufe der Zeit auf ein weites Spektrum angewandt, auf Naturwissenschaften und Sozialwissenschaften, genauer gesagt Psychologie, Politikwissenschaften und Ökonomie, wie z. B. die Bewertung der Auswirkungen eines Politikwechsels. Die Spezifikation der Behandlung oder des Ergebnisses spielt bei der Schätzung des ATE eine untergeordnete Rolle, d. h. die Berechnung des ATE benötigt nur die Voraussetzung, dass die Behandlung einigen Einheiten zugewiesen wurde und anderen nicht, jedoch ist die Spezifikation der Behandlung (z. B., ein pharmazeutisches Produkt, ein Zahlungsanreiz, ein Politikwechsel etc.) für die Definition und die mathematische Schätzung des ATE unerheblich.

## Durchschnittlicher Behandlungseffekt in der Population
Der durchschnittliche Behandlungseffekt der Population ist als Differenz aus den Mittelwerten der Subjekten, denen die Behandlung zugewiesen wurde, und der Kontrollgruppe definiert:
{\displaystyle \tau :={\frac {1}{N}}\sum _{i=1}^{N}(y_{1i}-y_{0i})={\bar {y}}_{1i}-{\bar {y}}_{0i}}
- {\displaystyle N}: Populationsgröße
- {\displaystyle i}: Index für Subjekte
- {\displaystyle D_{i}=1}: Behandlung
- {\displaystyle D_{i}=0}: Kontrolleinheit
- {\displaystyle y_{1i}}: Ergebnis, wenn Individuum i der Experimentalgruppe zugewiesen wurde {\displaystyle D_{i}=1}
- {\displaystyle y_{0i}}: Ergebnis, wenn Individuum i der Kontrollgruppe zugewiesen wurde {\displaystyle D_{i}=0}

## Herausforderung
Es gibt einige Situationen, in denen jedem Subjekt die Behandlung unwiderruflich entweder zuteilwird oder nicht zuteilwird. Falls dies der Fall ist, muss eine der beiden Optionen kontrafaktisch (counter factual) sein.
Hier müsste dann zur Bestimmung des durchschnittlichen Behandlungseffektes beispielsweise „Covariate Adjustment“ angewandt werden, vergleiche auch Rubin-Neyman-Kausalitätsmodell.

## Durchschnittlicher Behandlungseffekt unter den Behandelten
Ein vom durchschnittlichen Behandlungseffekt abgeleiteter Begriff ist der durchschnittliche Behandlungseffekt unter den Behandelten (englisch average treatment effect on the treatet, kurz ATT). Dieses Maß findet beim Neyman-Rubin-Modell der kausalen Inferenz Anwendung.